# Country Club (Florida)
Country Club és una concentració de població designada pel cens dels Estats Units a l'estat de Florida. Segons el cens del 2000 tenia 36.310 habitants.

## Demografia
Segons el cens del 2000, Country Club tenia 36.310 habitants, 12.917 habitatges, i 9.338 famílies. La densitat de població era de 3.252,8 habitants per km².
Dels 12.917 habitatges en un 41,3% hi vivien nens de menys de 18 anys, en un 48,3% hi vivien parelles casades, en un 18,2% dones solteres, i en un 27,7% no eren unitats familiars. En el 19,9% dels habitatges hi vivien persones soles el 2,5% de les quals corresponia a persones de 65 anys o més que vivien soles. El nombre mitjà de persones vivint en cada habitatge era de 2,8 i el nombre mitjà de persones que vivien en cada família era de 3,23.
Per edats la població es repartia de la següent manera: un 27,2% tenia menys de 18 anys, un 10,8% entre 18 i 24, un 38,4% entre 25 i 44, un 17,5% de 45 a 60 i un 6,2% 65 anys o més.
L'edat mediana era de 30 anys. Per cada 100 dones de 18 o més anys hi havia 85,1 homes.
La renda mediana per habitatge era de 39.272 $ i la renda mediana per família de 41.353 $. Els homes tenien una renda mediana de 31.018 $ mentre que les dones 24.901 $. La renda per capita de la població era de 17.999 $. Entorn del 10,9% de les famílies i el 13,1% de la població estaven per davall del llindar de pobresa.

## Poblacions més properes
El següent diagrama mostra les poblacions més properes.